# Exeligmos

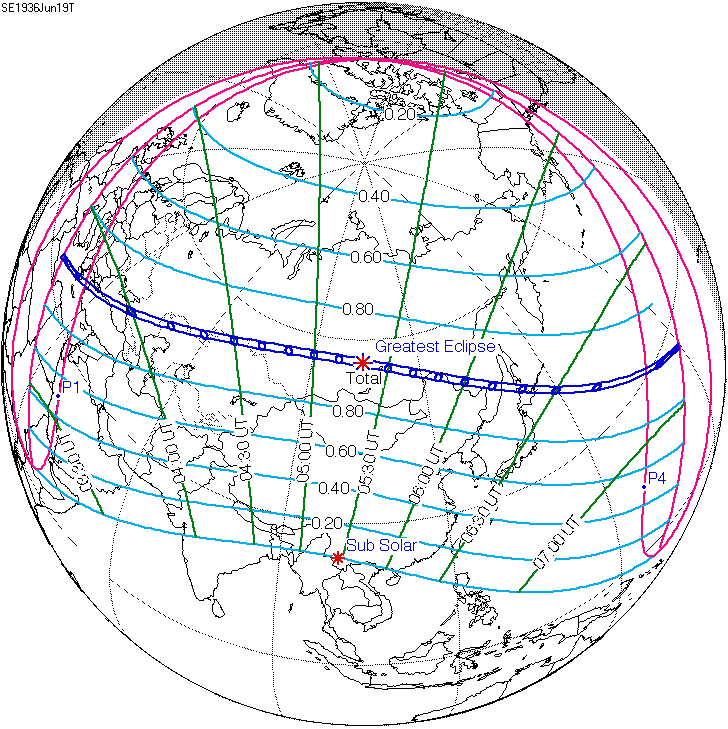
Salida del sol de la sección Saros del 26 de junio de 1936.

Un exeligmos (griego: ἐξέλιγμος, "girando la rueda"), o exeligma, es un periodo de 54 años y 33 días, que se puede utilizar para predecir sucesivos eclipses con propiedades y localizaciones similares. Para un eclipse solar, después de cada exeligmos, se producirá un eclipse solar de características similares en una situación cercana al eclipse antes de él en el tiempo. Para un eclipse lunar, la misma parte de la Tierra verá un eclipse muy similar al que se produjo un exeligmos antes (véase el texto principal los ejemplos visuales). Se trata de un ciclo de eclipses que es un triple saros, o sea de una duración de 3 saros, con la ventaja de que tiene casi un número entero de días, por lo que el siguiente eclipse será visible en las ubicaciones y en el tiempo cercanos al eclipse que se produjo un exeligmos antes. Por el contrario, en cada saros un eclipse ocurre unas 8 horas más tarde del día o aproximadamente 120° hacia el oeste del eclipse que se produjo un saros antes.

## Detalles
Los griegos tuvieron conocimiento de los exeligmos a más tardar el año 100 a. C. El mecanismo astronómico de Anticitera utilizó engranajes epicíclicos para predecir las fechas de exeligmos consecutivos. Según Tony Freeth, en un artículo de Scientific American, el cálculo mecánico del ciclo saros está incluido dentro del Mecanismo de Anticitera.
Los exeligmos son 669 meses sinódicos (cada ciclo eclipse debe ser un número entero de meses sinódicos), casi exactamente 726 meses dracónicos (lo que asegura que el sol y la luna están en alineación durante la luna nueva), y también casi exactamente 717 meses anomalísticos (asegurando que la luna está en el mismo punto de su órbita elíptica). Los dos primeros factores hacen que sea un eclipse de larga duración. El último factor es el que hace que cada eclipse sea tan similar de un exeligmos a otro. El número entero íntimo de meses anomalísticos asegura que el diámetro aparente de la luna será casi igual con cada eclipse sucesivo. El hecho de que sea casi un número entero de días asegura que cada eclipse sucesivo de la serie se produzca muy cerca del eclipse anterior de dicha serie. Para cada eclipse sucesivo de una serie de exeligmos, la longitud y la latitud pueden cambiar significativamente porque los exeligmos abarcan algo más de un mes de tiempo que la duración de un año de calendario, y la gama aumenta/disminuye porque un exeligmos es de unas tres horas más corto que un mes dracónico. El diámetro aparente del sol también cambia significativamente en un mes, afectando la longitud y la anchura de un eclipse solar.

### Ejemplo de exeligmos solar
Comparación de dos eclipses solares separados per un exeligmos:
| | 7 de marzo de 1970    | 8 de abril de 2024    |
| --- | --------------------- | --------------------- |
| Mapa de camino (el eclipse total es el camino blanco o)(las líneas verdes representen los límites del eclipse parcial) |                       |                       |
| Duración | 3 minutos 28 segundos | 4 minutos 28 segundos |
| Máxima amplitud del camino del eclipse total                                                                           | 153 kilómetros        | 199 kilómetros        |
| Latitud del eclipse más grande                                                                                         | 18° Norte             | 25° Norte             |
| Hora del eclipse más grande (UTC)                                                                                      | 17:38                 | 18:17                 |

### Ejemplo de exeligmos lunar
Comparación de dos eclipses lunares separados por un exeligmos:
|                                                               | 9 de febrero de 1990 | 13 de marzo de 2044 |
| ------------------------------------------------------------- | -------------------- | ------------------- |
| Mapa del camino                                               |                      |                     |
| Visibilidad (Franja de la Tierra donde el eclipse es visible) |                      |                     |
| Duración (eclipse Parcial)                                    | 204 minutos          | 209 minutos         |
| Hora del eclipse más grande (UTC)                             | 19:12                | 19:38               |

## Serie que muestra exeligmos solares
Tabla de exeligmos en el ciclo saros solar 136. Cada eclipse tiene lugar, más o menos, a la misma longitud, pero se mueve aproximadamente de 5 a 15 grados de latitud con cada ciclo sucesivo.
| Saros | Miembro | Fecha                    | Hora (máx.) UTC | Tipo    | Situación Lat., Long. | Gamma   | Mag.   | Amplitud (km) | Duración (min:sec) | Ref. |
| ----- | ------- | ------------------------ | --------------- | ------- | --------------------- | ------- | ------ | ------------- | ------------------ | ---- |
| 136   | 3       | 5 de julio de 1396       | 19:37:40        | Parcial | 63.9S 147.2           | -1.3568 | 0.3449 |               |                    |      |
| 136   | 6       | 7 de agosto de 1450      | 16:48:49        | Parcial | 61.8°S 132.8°O        | -1.1286 | 0.756  |               |                    |      |
| 136   | 9       | 8 de septiembre de 1504  | 15:12:15        | Anular  | 55.3°S 102.6°O        | -0.9486 | 0.9924 | 83            | 0m 32s             |      |
| 136   | 12      | 11 de octubre de 1558    | 14:58:55        | Anular  | 56.5°S 90.3°O         | -0.8289 | 0.9971 | 18            | 0m 12s             |      |
| 136   | 15      | 22 de noviembre de 1612  | 16:04:35        | Híbrido | 65.7°S 98.4°O         | -0.7691 | 1.0002 | 1             | 0m 1s              |      |
| 136   | 18      | 25 de diciembre de 1666  | 17:59:16        | Híbrido | 71.6°S 98.3°O         | -0.7452 | 1.0058 | 30            | 0m 24s             |      |
| 136   | 21      | 27 de enero de 1721      | 20:05:11        | Total   | 64°S 102.4°O          | -0.7269 | 1.0158 | 79            | 1m 7s              |      |
| 136   | 24      | 1 de marzo de 1775       | 21:39:20        | Total   | 47.9°S 124.8°O        | -0.6783 | 1.0304 | 139           | 2m 20s             |      |
| 136   | 27      | 3 de abril de 1829       | 22:18:36        | Total   | 28.5°S 142.6°O        | -0.5803 | 1.0474 | 192           | 4m 5s              |      |
| 136   | 30      | 6 de mayo de 1883        | 21:53:49        | Total   | 8.1°S 144.6°O         | -0.425  | 1.0634 | 229           | 5m 58s             |      |
| 136   | 33      | 8 de junio de 1937       | 20:41:02        | Total   | 9.9°N 130.5°O         | -0.2253 | 1.0751 | 250           | 7m 4s              |      |
| 136   | 36      | 11 de julio de 1991      | 19:07:01        | Total   | 22°N 105.2°O          | -0.0041 | 1.08   | 258           | 6m 53s             |      |
| 136   | 39      | 12 de agosto de 2045     | 17:42:39        | Total   | 25.9°N 78.5°O         | 0.2116  | 1.0774 | 256           | 6m 6s              |      |
| 136   | 42      | 14 de septiembre de 2099 | 16:57:53        | Total   | 23.4°N 62.8°O         | 0.3942  | 1.0684 | 241           | 5m 18s             |      |
| 136   | 45      | 17 de octubre de 2153    | 17:12:18        | Total   | 18.8°N 65.7°O         | 0.5259  | 1.056  | 214           | 4m 36s             |      |
| 136   | 48      | 20 de noviembre de 2207  | 18:30:26        | Total   | 15.8°N 87.8°O         | 0.6027  | 1.0434 | 180           | 3m 56s             |      |
| 136   | 51      | 22 de diciembre de 2261  | 20:38:50        | Total   | 16.1°N 124.2°O        | 0.636   | 1.0337 | 147           | 3m 17s             |      |
| 136   | 54      | 25 de enero de 2316      | 23:05:17        | Total   | 21.4°N 166°O          | 0.6526  | 1.0282 | 126           | 2m 42s             |      |
| 136   | 57      | 27 de febrero de 2370    | 1:07:02         | Total   | 33.2°N 157°E          | 0.6865  | 1.0262 | 121           | 2m 17s             |      |
| 136   | 60      | 31 de marzo de 2424      | 2:10:10         | Total   | 51.3°N 131.9°E        | 0.7652  | 1.0254 | 133           | 1m 55s             |      |
| 136   | 63      | 3 de mayo de 2478        | 1:55:59         | Total   | 75.7°N 107.7°E        | 0.9034  | 1.0218 | 176           | 1m 20s             |      |
| 136   | 66      | 5 de junio de 2532       | 0:28:58         | Parcial | 67.5°N 1.3°E          | 1.0962  | 0.8224 |               |                    |      |
| 136   | 69      | 7 de julio de 2586       | 22:07:07        | Parcial | 64.5°N 7.2°E          | 1.327   | 0.3957 |               |                    |      |

## Animación de exeligmos solares
Aquí hay una animación de una serie de exeligmos. Nótese como las rutas son similares entre cada eclipse total, y cómo se encuentran cerca de la misma longitud de la tierra.

### Animación de un ciclo Solar Saros (para comparación)
Esta animación es de toda una serie saros ocurrida al mismo tiempo de los exeligmos mostrados arriba. Observe cómo cada eclipse cae en un lado diferente de la tierra (120 grados de separación).

## Lunario de Granollachs
En 1484 Granollachs publicó un Lunario con el título de Sumari dels girants e plens de la luna e dels eclipsis del sol e de la luna e de les festes movibles ..., que fue la primera obra de astronomía impresa en catalán y se convirtió en un auténtico 'best seller' de la divulgación científica de finales del siglo XV y la primera mitad del siglo XVI. Para su cálculo, entre otros principios astronómicos hizo un uso extensivo del concepto de Exeligmos para generar las tablas de los eclipses.
En los años siguientes aparecieron decenas de ediciones, publicadas en diversas ciudades de Europa, en catalán (1484, 1485, 1510, 1513, 1514 y 1519) en traducción al italiano (1485), en latín (1488), en castellano (haci 1488) y al portugués (1518). La edición castellana de 1492 se adjuntó al Repertorio de los tiempos de Andrés de Li, una obra de astrología, la complementariedad entre una y otra tuvo tanto éxito que pasó a muchas de las ediciones catalanas (desde de 1510) e incluso a las latinas, y el nombre de Granollachs, a pesar de ser el autor de la parte más científica (el cálculo de los eclipses), llegó a desaparecer del conjunto en favor del nombre de Andrés de Li.
Este Sumario (en ediciones posteriores, Lunari o Lunario) contiene una introducción de Granollachs y el cómputo de los plenilunios y los novilunios de cada año, en tablas anuales, las conjunciones y oposiciones de la luna y los planetas, los eclipses, las fiestas movibles, el número áureo y la letra dominical. Eran indicaciones calendáricas que tenían aplicaciones en la práctica médica, en la agricultura, en la religión y en muchas acciones de la vida cotidiana. 
El libro de Granollachs no cita sus fuentes, pero todo indica que los datos fueron calculados a partir de las tablas de Bonjorn, lo que confirma, una vez más, que el astrónomo judío de Salamanca Abraham Zacut siguió la obra de Bonjorn en su Almanaque perpetuo (al que el mismo Zacut cita en su prólogo), dando fe de la gran influencia que tuvieron estas tablas.